# Bir El Arch
Bir El Arch è un comune dell'Algeria, situato nella provincia di Sétif.